# Xã Bungo, Quận Cass, Minnesota
Xã Bungo (tiếng Anh: Bungo Township) là một xã thuộc quận Cass, tiểu bang Minnesota, Hoa Kỳ. Năm 2010, dân số của xã này là 188 người.